# Chainpur
Chainpur é uma cidade no distrito de Bajhang, zona de Seti, no Nepal.